# Lackendorf (Dunningen)
Lackendorf ist der kleinste Ortsteil der baden-württembergischen Gemeinde Dunningen im Landkreis Rottweil. Der Ortsteil hat 528 Einwohner.

## Geographische Lage
Lackendorf befindet sich im Süd-Osten der im Landkreis Rottweil gelegenen Gemeinde Dunningen und ist umgeben von Villingendorf im Osten, dem zu Zimmern ob Rottweil gehörenden Ortsteil Stetten ob Rottweil im Süden, Eschbronn im Westen und Dunningen im Norden/Nord-Westen. Rottweil liegt etwa 8 km südöstlich von Lackendorf.
Die Eschach durchfließt das Dorfgebiet.
Über eine Verbindungsstraße ist Lackendorf mit der Bundesstraße 462 verbunden, die eine wichtige Verkehrsachse zwischen Schramberg und Rottweil ist und bei Rottweil einen direkten Anschluss an die Bundesautobahn 81 (Stuttgart–Singen) hat. Der nächstgelegene Bahnhof befindet sich in Rottweil.
Im Ortsteil Lackendorf liegt die abgegangene Ortschaft Händelbrunner Hof.

## Geschichte
Der Ort wurde 1339 erstmals auf einer privaten Kaufurkunde erwähnt, doch lassen zwei keltische Grabhügel im Händelbrunner Harzwald auf eine frühe Besiedelung schließen.
Für das Jahr 1351 sind die aus einer Rottweiler Familie stammenden Brüder Heinrich und Konrad Schappel als Gutsbesitzer in Lackendorf bekannt. Diese Familie brachte im Laufe der Zeit größere Teile des Dorfes und des Gerichts als Lehen von den Grafen von Württemberg in ihren Besitz, bis schließlich im Jahre 1426 das ganze Gericht an Kaspar Schappel verliehen wurde. 1513 starb die Familie Schappel im Mannesstamm aus und Herzog Ulrich von Württemberg verlieh das Lehen an Hans Sebastian Ifflinger, der auf der inzwischen abgegangenen Burg Granegg bei Niedereschach seinen Stammsitz hatte.
Trotz des großen Landbesitzes von rund 630 ha waren die Ifflinger zeitweise „Bettelbarone“.
Das Dorf litt stark unter dem Dreißigjährigen Krieg. Im Jahre 1631 klagte Graf Hansjakob II. von Ifflingen, dass seine Untertanen verarmt, niedergehauen oder vor Hunger gestorben sind. Die Siedlung Händelbrunn (1418 als Hennelbrunn urkundlich erwähnt) verödete und verfiel in dieser Zeit.
1805 wurde der Ort nach dem Reichsdeputationshauptschluss dem neugebildeten württembergischen Gebiet zugeschlagen, bevor Württemberg 1806 zum Königreich erhoben wurde. 1808, nach der Zusammenlegung der württembergischen Länder, kamen Dunningen und Lackendorf zum Oberamt Rottweil, während Seedorf nach 1812 beim Oberamt Oberndorf war und erst mit diesem 1938 dem Landkreis Rottweil zugeordnet wurde.
In den folgenden etwa 50 Jahren gab es in Lackendorf wie auch in der gesamten Region mehrere Hungersnöte, die auf Missernten und den raschen Bevölkerungszuwachs zurückzuführen waren. In der zweiten Hälfte des 19. Jahrhunderts besserte sich die Situation, vor allem durch den Übergang von der Dreifelderwirtschaft zur Fruchtwechselwirtschaft, wodurch die Ackerfläche mehr als verdoppelt werden konnte. Eine Umwandlung des Ortes erfolgte außerdem durch die Aufhebung der Leibeigenschaft und die Auflösung des „Zehnten“. Bedeutung gewann in dieser Zeit die Hausindustrie, wo man hauptsächlich für die Silberkettenfabrik „Härdtner“ in Locherhof arbeitete, die auch Filialen in Dunningen und Stetten hatte. Außerdem fanden Teile der Bevölkerung Arbeit in den aufstrebenden Fabriken in Oberndorf, Schramberg und Rottweil.
Im Jahre 1900 zählte der Ort rund 250 Einwohner.
Bis zur Kreisreform 1938 gehörte Lackendorf zum Oberamt Rottweil. Als dieses Oberamt aufgelöst wurde, wurde die Gemeinde dem Landkreis Rottweil zugeordnet. Im Zuge der Gemeindereform wurde Lackendorf am 1. August 1972 nach Dunningen eingemeindet.

## Religionen
In Lackendorf gibt es eine katholische Kirche, die Johannes dem Täufer geweiht ist. Der Ort war kirchlich nie selbständig, sondern zunächst eine Filialkirchengemeinde von Mariazell, ab 1821 von Stetten und seit 1979 von Dunningen. Im Jahre 1908 wurde die 1622 erbaute alte Kirche abgebrochen und die neue Kirche St. Johannes Baptist errichtet.
Die evangelischen Einwohner der Gemeinde waren nach Flözlingen eingepfarrt.

## Politik

### Ortschaftsrat
Für Lackendorf als Ortsteil der Gemeinde Dunningen besteht ein eigener Ortschaftsrat.

### Wappen
Blasonierung: In Rot eine fünfblättrige, bewurzelte goldene Staude.
Das Wappen erinnert an das schwäbische Adelsgeschlecht der Ifflinger.

## Wirtschaft
Lackendorf ist nach wie vor bäuerlich geprägt. Es gibt im Ort keine größeren Unternehmen. Bedeutende Arbeitgeber finden sich in den Nachbarorten.